# Godfreyena
Godfreyena is een geslacht van weekdieren uit de klasse van de Gastropoda (slakken).

## Soort
- Godfreyena torri (Verco, 1909)